# Laura Olivetti
Laura Adriana Olivetti (Torino, 6 dicembre 1950 – Ivrea, 19 dicembre 2015) è stata una psicologa e filantropa italiana.

## Biografia
Fu figlia di Adriano Olivetti e della sua seconda moglie, Grazia Galletti. Nata a Torino, ma romana di adozione, Laura Adriana Olivetti (detta Lalla), dopo Roberto, Lidia e Anna, nati dal matrimonio precedente del padre, è la figlia più giovane dell'imprenditore di Ivrea, una tra le personalità più significative del Novecento italiano. 
Laureata, con lode, in lettere e filosofia, si è dedicata con entusiasmo agli studi psicoanalitici, con riferimento in particolare al disagio sociale negli immigrati e alimentare negli adolescenti, presso la Cattedra di Igiene Mentale della Facoltà di Medicina e Chirurgia dell'Università La Sapienza di Roma e in collaborazione con la Caritas Diocesana. 
Iscritta all'albo degli psicologi di Torino dal 1991, è stata membro dell'AWR (Association for the study of the World problem of Refugees) e tra i fondatori della SISDCA (Società Italiana Studi Disturbi Comportamento Alimentare). 
Nel 1979 è entrata nel Consiglio di Amministrazione della Fondazione Adriano Olivetti e si è subito impegnata, con il fratello Roberto, per la costituzione dell'Archivio Storico Olivetti di Ivrea. Nel 1997 è diventata Presidente della Fondazione e, per quasi vent'anni, ha guidato con tenacia e fermezza, con sensibilità  e passione, l'attività della Fondazione caratterizzandola nelle quattro aree di intervento dell'economia, della politica, della cultura, della comunità. Sua, inoltre, l'idea di mutuare in Italia il modello francese “Nuovi Committenti” ponendo l'attenzione sulla funzione sociale dell'arte in progetti dedicati alla periferia di Corviale a Roma, nel quartiere Mirafiori Nord di Torino e nel carcere di Bollate a Milano. 
Suo, l'impegno espresso nella conservazione e nella valorizzazione, in chiave contemporanea, della memoria olivettiana attraverso i ricchi archivi e nella riacquisizione dello storico marchio editoriale delle Edizioni di Comunità il cui rilancio, affidato al figlio più giovane Beniamino de' Liguori Carino, è simbolo di una continuità generazionale. 
Sua, infine, la continua attenzione alla promozione internazionale della esperienza industriale olivettiana e dei suoi valori nel patrimonio culturale del Novecento italiano, da ultimo con la preparazione della candidatura di Ivrea a sito UNESCO.
Sotto la sua Presidenza, la Fondazione è entrata nella rete dell'European Foundation Centre. Dal 2004 al 2008, Laura Olivetti ha rappresentato le Fondazione europee aderenti alla EFC, nell'International Committee del Council on Foundations di Washington, che promuove la cooperazione nel campo della filantropia a livello mondiale.  Ha fatto parte del Hague Club, organismo che riunisce i responsabili delle principali Fondazioni private europee.
Sotto il suo impulso, tra il 2010 e il 2013, le Fondazioni Adriano Olivetti e Giovanni Agnelli hanno promosso in Italia l'Asian University for Women, realtà educativa di eccellenza nata in Bangladesh per diffondere l'istruzione superiore delle donne dei paesi emergenti asiatici.
Nel luglio 2015 la Commissione Nazionale Italiana per l'UNESCO le ha consegnato il Premio Unesco alla Cultura riconoscendo così il suo impegno, come Presidente della Fondazione Adriano Olivetti, “nella diffusione di un pensiero politico, economico e sociale che è in grado di farsi ‘cultura’ nel senso più alto del termine” e “la sua capacità di promuovere progetti culturali dalle evidenti ricadute sulla società e sulla cittadinanza”.
Nel 1974 Laura Olivetti sposò Domenico de' Liguori Carino dal quale ebbe tre figli: Nicola, Giacomo e Beniamino.
Muore ad Ivrea la sera del 19 dicembre 2015 dopo una lunga malattia all'età di 65 anni.